# Tell al-Kabir
Tall al-Kabir o Tell el-Kebir (àrab: التل الكبير, at-Tall al-Kabīr) és un lloc d'Egipte, avui dia una població o aglomeració formada per la unió de cinc llogarets al Delta del Nil a 50 km a l'oest d'Ismaïlia a la governació d'Ismaïlia, al límit amb a la part oriental de la província o governació d'al-Sharkiyya; està a la vora del Wadi Tumaylat que antigament fou una zona de fortificacions especialment en temps dels Ptolemeus.
Aquesta regió fou abandonada a l'edat mitjana per esdevenir lloc de nòmades; fins al segle xix no es va retornar al cultiu de la terra i la sedentarització i els nòmades Hanadi, Nafaat i Tumaylat s'hi van instal·lar aprofitant les restes de les antigues fortificacions i van anomenar al lloc Tell al-Kabir (Gran Munt o Gran Turó). El 1857/1858 va arribar al grup poblacional el ferrocarril que seguia el curs del uadi Tumaylat i entre 1858 i 1863 es va obrir el canal d'Ismaïlia que portava aigua a les noves zones urbanes del canal de Suez; el canal d'Ismaïlia va millorar l'agricultura. En la guerra Anglo-egípcia de 1882 l'aglomeració es va fer famosa perquè Urabi Paixà hi va instal·lar el seu quarter general i la zona va esdevenir primera línia de defensa contra els britànics del general Sir Garnet Wolseley que venien d'Ismaïlia i anaven al Caire seguint el uadi Tumaylat; allí es va lliurar una batalla entre els britànics d'un costat i 6.500 soldats egipcis (més 20.000 camperols enrolats a la força); el combat només va durar una hora i al final dos mil egipcis havien mort i els britànics sortien com a vencedors. Al final de segle la població era de 3.000 habitants. A la I Guerra Mundial hi van estacionar tropes britàniques-australianes de la I Força Imperial Australiana. A la II Guerra Mundial fou base del VIII Exèrcit Britànic. El 1952 els soldats britànics de la zona del Canal de Suez van penetrar a la regió de Tell al-Kabir perseguint guerrillers egipcis.